# Ổi tím
Ổi tím (tên khoa học Psidium rufum) là một loài ổi bản địa của Brasil cho quả ăn được. Psidium rufum var. widgrenianum được xếp hạng trong thực vật sắp bị đe dọa trong sách đỏ IUCN.